# Levočské Lúky (przystanek kolejowy)
Levočské Lúky – przystanek znajdujący się w mieście Lewocza, w kraju preszowskim na linii kolejowej 186 Spišská Nová Ves – Levoča, na Słowacji.